# Passeport érythréen
Le passeport érythréen est un document de voyage international délivré aux ressortissants érythréens, et qui peut aussi servir de preuve de la citoyenneté érythréenne.

## Histoire
Depuis le 11 septembre 2001, les États-Unis exigent de l'Érythrée une mise à niveau de ses passeports, ce que le pays africain n'a jamais fait (le bureau américain des affaires consulaires fait remarquer en 2006 que la nationalité du titulaire n'apparaît pas sur les passeports érythréens par exemple). De plus, des suspicions persistent sur le fait que les autorités érythréennes vendent des passeports sur le marché noir.
Dans Érythrée. Un naufrage totalitaire (2015), les auteurs Jean-Baptiste Jeangène Vilmer et Franck Gouéry révèlent que les ambassades érythréennes opèrent un racket auprès de la diaspora pour livrer des passeports à ses ressortissants à l'étranger.
En 2020, un cabinet anglais publie un classement mondial des passeports donnant accès au plus grand nombre de destinations. Le passeport érythréen se classe 98e (il se classait 83e en 2018).